# Massimo Mario Augello
Massimo Mario Augello (Catanzaro, 8 luglio 1949) è un economista italiano. Ha ricoperto la carica di rettore dell'Università di Pisa dal 2010 al 2016.

## Biografia
Nato a Catanzaro nel 1949, si è laureato nel 1973 in scienze politiche all'Università di Pisa. Dal 1976 è stato professore incaricato di storia delle dottrine economiche presso l'Università degli Studi "Gabriele d'Annunzio" di Chieti, sede di Teramo, dove nel 1985 è diventato professore associato di economia politica. Ha poi assunto il ruolo di professore ordinario di storia del pensiero economico presso la facoltà di economia dell'Università di Pisa nel 1994.
Dal 1978 ha svolto per dieci anni il ruolo di direttore dell'Istituto di Studi economici e statistici della facoltà di scienze politiche di Teramo. È stato direttore del dipartimento di scienze economiche dal 1995 al 2002; membro del consiglio di amministrazione dal 1997 al 2002 e del senato accademico dal 2002 al 2004. Nel 2004 è divenuto preside della facoltà di economia, dal 2008 al 2014 è stato presidente dell'Associazione Italiana per la Storia del Pensiero Economico (AISPE). Il 29 ottobre 2010 è stato eletto rettore dell'Università di Pisa, succedendo a Marco Pasquali.
Il principale interesse scientifico di Augello si è concentrato sul pensiero economico italiano dell'Ottocento e dei primi del Novecento e sugli stili nazionali dell'economia politica. Ha pubblicato un volume sull'economista austriaco Joseph Schumpeter e il dizionario degli Economisti accademici italiani. (2013).

### Incarichi attuali
È direttore della rivista semestrale "Il pensiero economico italiano", da lui fondata nel 1993. 
Dirige il Centro Interuniversitario di documentazione sul Pensiero Economico Italiano (CIPEI) dell’Università di Pisa, fondato nel 2016 in collaborazione con le Università di Firenze e di Siena.

### Opere
- Massimo M. Augello, Charles Dunoyer: l'assolutizzazione dell'economia politica liberale, Roma, Edizioni dell'Ateneo & Bizzarri, 1979.
- Massimo M. Augello, Studi sull'inflazione, Roma, Edizioni dell'Ateneo, 1983.
- Massimo M. Augello, Joseph Alois Schumpeter: a reference guide, Berlin: Springer, 1990. 0387530401 New York · 3540530401 Berlin
- Massimo M. Augello (con Marco E. L. Guidi) Associazionismo economico e diffusione dell'economia politica nell'Italia dell'Ottocento: dalle società economico-agrarie alle associazioni di economisti, Milano, F. Angeli, 2000. Vol. 1. 88-464-2368-2. Vol. 2. 88-464-2369-0
- Massimo M. Augello (con Marco E. L. Guidi) The spread of political economy and the professionalisation of economists: economic societies in Europe, America and Japan in the nineteenth century, London-New York, Routledge, 2001. 041523669X
- Massimo M. Augello (con Marco E. L. Guidi) Una storia dell'economia politica dell'Italia liberale. Comprende:   1. La scienza economica in parlamento 1861-1922, Milano, F. Angeli, [2002]. 88-464-4261-X  2. Gli economisti in Parlamento, 1861-1922, Milano, F. Angeli, [2003]. 88-464-4502-3
- Massimo M. Augello (con Giovanni Pavanelli) Tra economia, politica e impegno civile: Gerolamo Boccardo e il suo tempo (1829-1904), Genova, Brigati, 2005.
- Massimo M. Augello (con Marco E. L. Guidi) Economists in Parliament in the liberal age (1848-1920), Burlington,VT,  Ashgate PC, 2005. 0754639657
- Massimo M. Augello (con Marco E. L. Guidi) L'economia divulgata: stili e percorsi italiani (1840-1922). Comprende:   1. Manuali e trattati, Milano, Angeli, [2007]. 978-88-464-8617-2 2. Teorie e paradigmi, Milano, F. Angeli, 2007. 978-88-464-8616-5. Si rinvia a Google libri.  3. La «Biblioteca dell'economista» e la circolazione internazionale dei manuali, Milano, F. Angeli, [2007]. 978-88-464-8615-8.
- Massimo M. Augello (con Marco E. L. Guidi) The economic reader: textbooks, manuals and the dissemination of the economic sciences during the nineteenth and early twentieth centuries, London-New York, Routledge, 2012.9780415554435
- Massimo M. Augello, Gli economisti accademici italiani dell'Ottocento: una storia "documentale", Pisa-Roma, F. Serra, 2013. 978-88-6227-611-5